# Бланка Бурбонська
Бланка де Бурбон (фр. Blanche de Bourbon, ісп. Blanca de Borbón; 1339, Венсен — 1361, Медіна-Сідонія) — королева Кастилії (1353—1361), дружина короля Педро I Жорстокого.

## Життєпис
Народилася 1339 року у Венсенні (Франція). Друга донька П'єра де Бурбона (1311—1356), герцога Бурбонського та Ізабелли де Валуа, доньки Карла I, графа Валуа, і Матільди де Шатільон, двоюрідна сестра короля Іоанна II Доброго.
3 червня 1353 року 14-річна Бланка Бурбонська видана в шлюб у Вальядоліді за короля Кастилії Педро I Жорстокого (1334—1369). Педро погодився на шлюб під тиском своєї матері Марії Португальської та королівського двору. Шлюб був укладений за домовленістю 9 липня 1352 року в абатстві Прейї. Шлюб був укладений, тому що Педро Кастільський намагався підписати унію із Французьким королівством. Ряд істориків вважає, що король Педро одружився зі своєю коханкою, кастильською дворянкою Марією де Падільєю, ще до шлюбу з Бланкою Бурбонською, хоча він сам це заперечував. Також Педро Кастильський не зміг отримати обіцяну грошову суму як посаг для Бланки (300 000 флоринів).
Через три дні після весілля король покинув Бланку Бурбонську заради своєї коханки Марії де Падільї, яка пізніше народила від нього четверо дітей.
Зрештою Бланку Бурбонську за наказом Педро ув'язнили до замку Аревало. Король Франції Іоанн II Добрий, двоюрідний брат Бланки, звернувся до Папи римського Інокентія VI з проханням відлучити короля Кастилії від церкви за ув'язнення дружини у в'язницю, але Папа римський відмовився. У Бланки та Педро не було дітей.

## Смерть
У 1361 році Бланка Бурбонська була переведена в замок Медіна-Сідонія, де її тримали далеко від можливого порятунку з боку Арагона і Франції, сили яких боролися проти Педро Жорстокого. Папа римський виступав за визволення Бланки із ув'язнення.
У тому ж році, після того, як король уклав мир з королем Арагона, він повернувся до Севільї і вирішив позбутися своєї першої дружини. За даними хроніста Педро Лопеса де Айяла, він доручив Іньїго Ортісу де Суньіге, що відповідав за утримання його дружини в ув'язненні в Херес-де-ла-Фронтера, умертвити її. За інформацією Педро Лопеса де Айяла, незважаючи на королівський гнів, Ін'їго Ортіс де Суніга, відмовився це зробити. Вбивство скоїв королівський арбалетник Хуан Перес де Реболледо. Бланку було поховано в монастирі Сан-Франциско в Херес-де-ла-Фронтера.
У XIX столітті, коли Іспанією правила монархія Бурбонів, на її могилі був такий напис латинською: CHRISTO OPTIMO MAXIMO SACRUM. DIVA BLANCA HISPANIARUM REGINA, PATRE BORBONEO, EX INCLITA FRANCORUM REGUM PROSAPIA, MORIBUS ET CORPORE VENUSTISSIMA FUIT; SED PRAEVALENTE PELLICE OCCUBVIT IUSSU PETRI MARITI CRUDELIS ANNO SALUTIS MCCCLXI. AETATIS VERO SUAE XXV. Священний для Христа найкращий і найбільший. Благословенна Бланка, королева Іспанії, з роду Бурбонів — відомого роду королів Франції, була прекрасною в манерах і тілі; але, маючи прихильність його наложниці, вона похована тут за наказом свого чоловіка Педра Жорстокого в рік 1361-й у віці 25 років.
Однак питання про те, чи справді Педро її вбив, є суперечливим твердженням. Зуньїга, який вніс зміни в хроніки Аяли, зазначає, що прихильники короля назвали це природною смертю. Інші ставлять під сумнів такі події, оскільки вона померла не в Хересі, а в Медіні-Сідонії, згідно з сучасними науковими працями. Крім того, різні версії хронік Аяли містять іншу заяву про те, що вона була отруєна травами (le fuero dadas yerbas). Це останнє твердження також повторив Хуан де Маріана у своїй історії.
Не дивно, що історія Педро була переписана в наступні роки. Нащадки-чоловіки короля Енріке II, бастарда, зведеного брата короля Педро та його вбивці, врешті решт, одружилися з жінками-нащадками Педро. Енріке III, який був онуком Енріке II, одружився з Катериною Ланкастерською, донькою Джона Гонта, герцога Ланкастерського, і Констанцією Кастильською, донькою Педро. Таким чином наступні нащадки об'єднаних родів намагатимуться пом'якшити беззаконня Педро, зафіксоване фракцією Генріха II. Правителі Бурбонів були зацікавлені в сантифікації образу Бланки, далекого члена їхньої родової лінії.